# Rheasilvia
Rheasilvia (prononcer [ʁe.a.sil.vja]) est un gigantesque cratère situé à la surface de l'astéroïde (4) Vesta, très probablement dû à un impact.
Le cratère a un diamètre de 504 kilomètres, ce qui correspond à 90 % du diamètre de Vesta. Rheasilvia est l'un des plus grands cratères du Système solaire[réf. nécessaire].

## Découverte et nom
Rheasilvia a été découvert en 1997 par le télescope spatial Hubble, et nommé en 2011 en référence à Rhéa Silvia (la mère de Romulus et Rémus).

## Caractéristiques

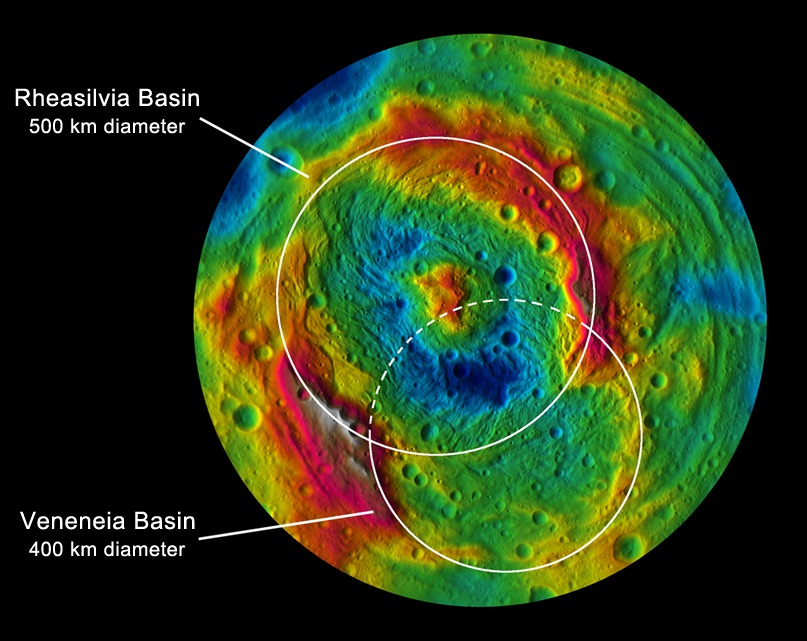

Le cratère couvre partiellement Veneneia, un cratère plus ancien qui mesure près de 395 km de diamètre.
Sur une partie de son périmètre, Rheasilvia a un escarpement de 4 à 12 km. Le fond du cratère se situe environ 13 km en dessous de la surface environnante. Ce bassin se compose de terrains vallonnés et d'un monticule central de près de 200 km de diamètre culminant à 22 km de hauteur. Il s'agit donc de la plus haute montagne connue dans le Système solaire. L'analyse spectroscopique des images de Hubble montre que l'impact a pénétré en profondeur à travers plusieurs couches distinctes de la croûte et du manteau, comme l'indiquent les signatures spectrales de l'olivine.
Vesta présente une série de dépressions dans la région équatoriale près de Rheasilvia, considérées comme des fractures à grande échelle résultant de l'impact. La plus grande est Divalia Fossa (en), qui mesure 465 × 22 km.

## Âge et produits de l'impact
On estime que l'impact est responsable de la perte d'environ 1 % du volume de Vesta, et il est probable que les vestoïdes (astéroïdes de la famille de Vesta), les autres astéroïdes de type V et les météorites HED en soient issus. Si tel est le cas, le fait que des fragments de 10 km aient survécu aux collisions indique que le cratère date d'au plus un milliard d'années.
En 2021, les photographies prises par Dawn démontrent la fraîcheur des structures d'impact et des figures de déformation, et le dénombrement des cratères d'impact surimposés à Rheasilvia donne pour sa formation un âge de 0,8–0,9 Ga.

## Galerie

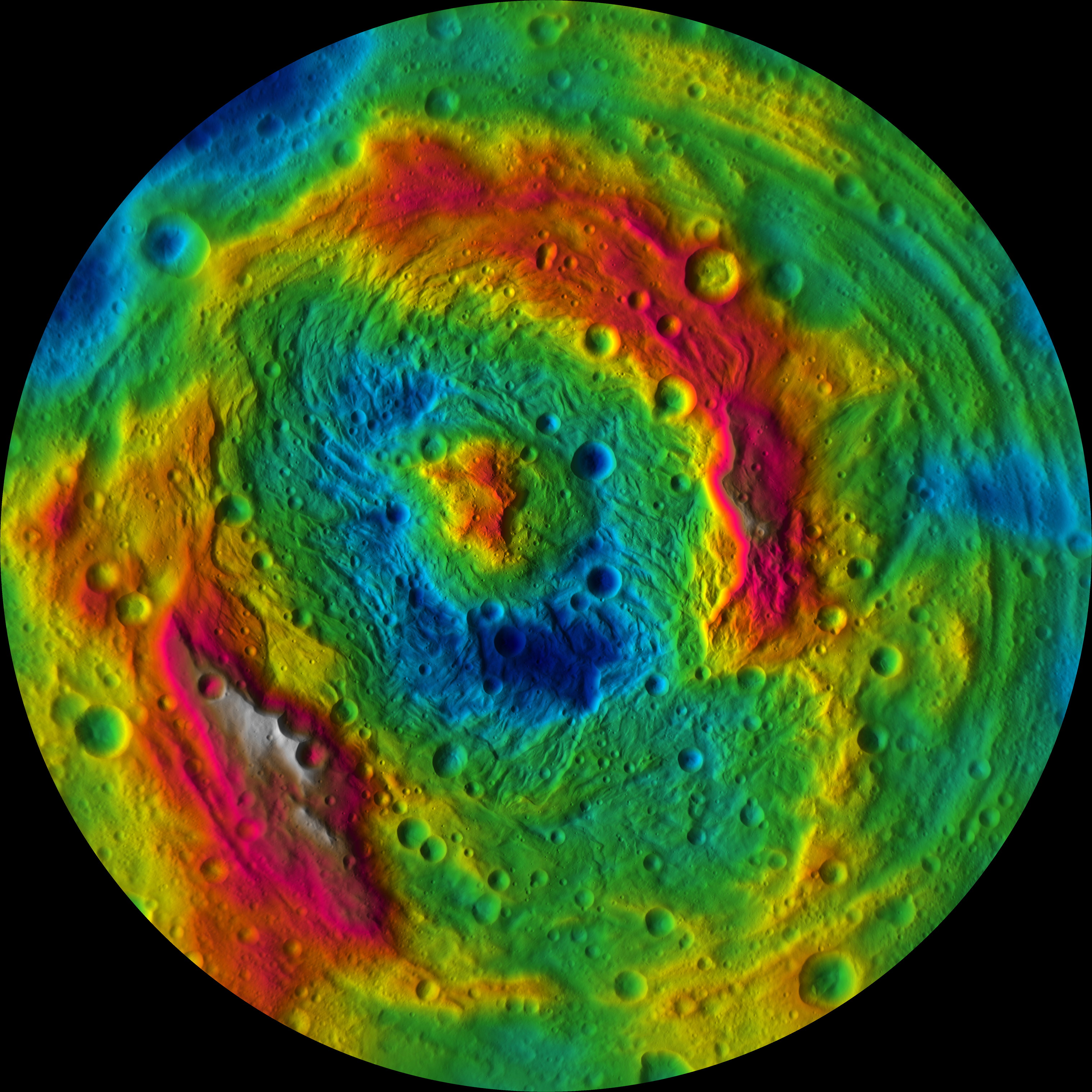
Carte topographique de l'hémisphère sud de Vesta
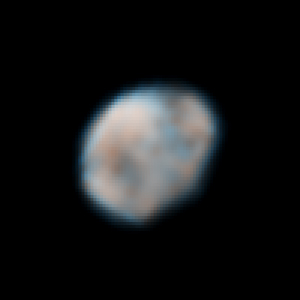
Image prise par le télescope Hubble en 2007
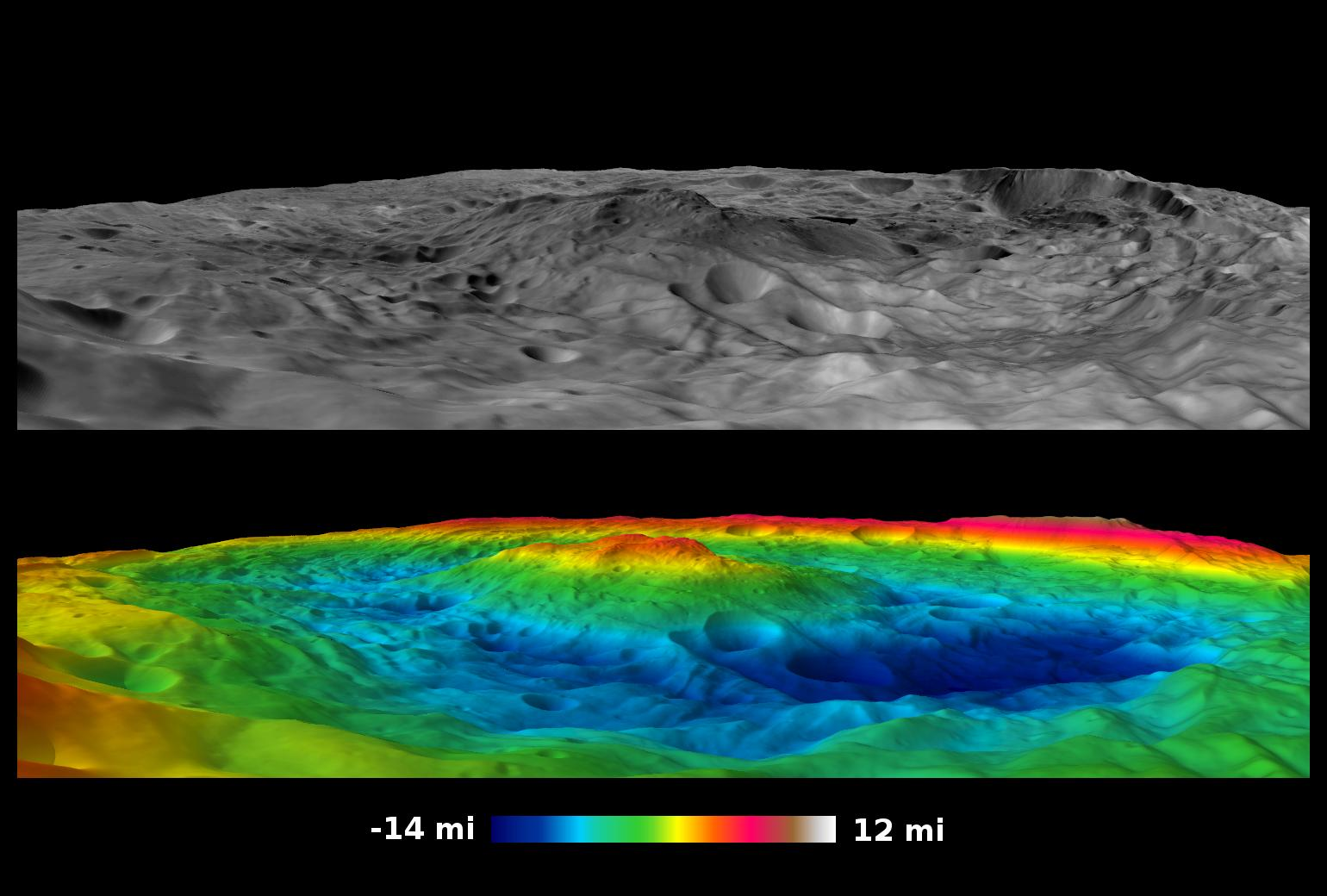
Image générée par l'ordinateur. On peut y voir le cratère de Rheasilvia en 3D